# Ostnoplchovití
Ostnoplchovití (Platacanthomyidae) jsou čeleď hlodavců. Zahrnují pouze dva asijské reliktní rody, žijící ve vysokohorských oblastech jihozápadní Indie (rod Platacanthomys) a horských oblastech jižní Číny a severozápadního Vietnamu (rod Typhlomys).

## Systematika a evoluce
Ostnoplchovití zahrnují pouze dva žijící rody, a sice rod Platacanthomys – s jediným recentním druhem ostnoplch bodlinatý (Platacanthomys lasiurus) – a rod Typhlomys, původně rovněž klasifikovaný jako monotypický, ale ve skutečnosti zřejmě představující druhový komplex.
Ostnoplchovití jsou jednou z nejméně známých čeledí savců. Na základě morfologických znaků bývali sdružováni buďto s pravými plchovitými (Gliridae), anebo s různými liniemi dnešního kladu Muroidea, konkrétně např. s křečky. Na základě molekulárně-fylogenetických dat byli ostnoplchovití identifikováni jako bazální linie muroidních hlodavců, přičemž jejich dnešní výskyt podporuje asijský původ celé této skupiny. Ostnoplchovití historicky představovali široce rozšířenou eurasijskou skupinu. Vyhynulý rod Neocometes, jenž se ve fosilním záznamu poprvé objevuje ve spodním miocénu před asi 17–18 miliony lety, byl podle fosilních nálezů rozšířen až po střední a západní Evropu. V průběhu středního miocénu před 11–13 miliony lety nicméně ostnoplchovití z evropského fosilního záznamu mizí a v současnosti přežívají v podobě dvou reliktních linií. Nejstarší fosilie interpretované jakožto pozůstatky zástupců současných dvou rodů pocházejí ze svrchního miocénu (čínská naleziště Jüan-mou a Š'-chuej-pa).

## Charakteristika

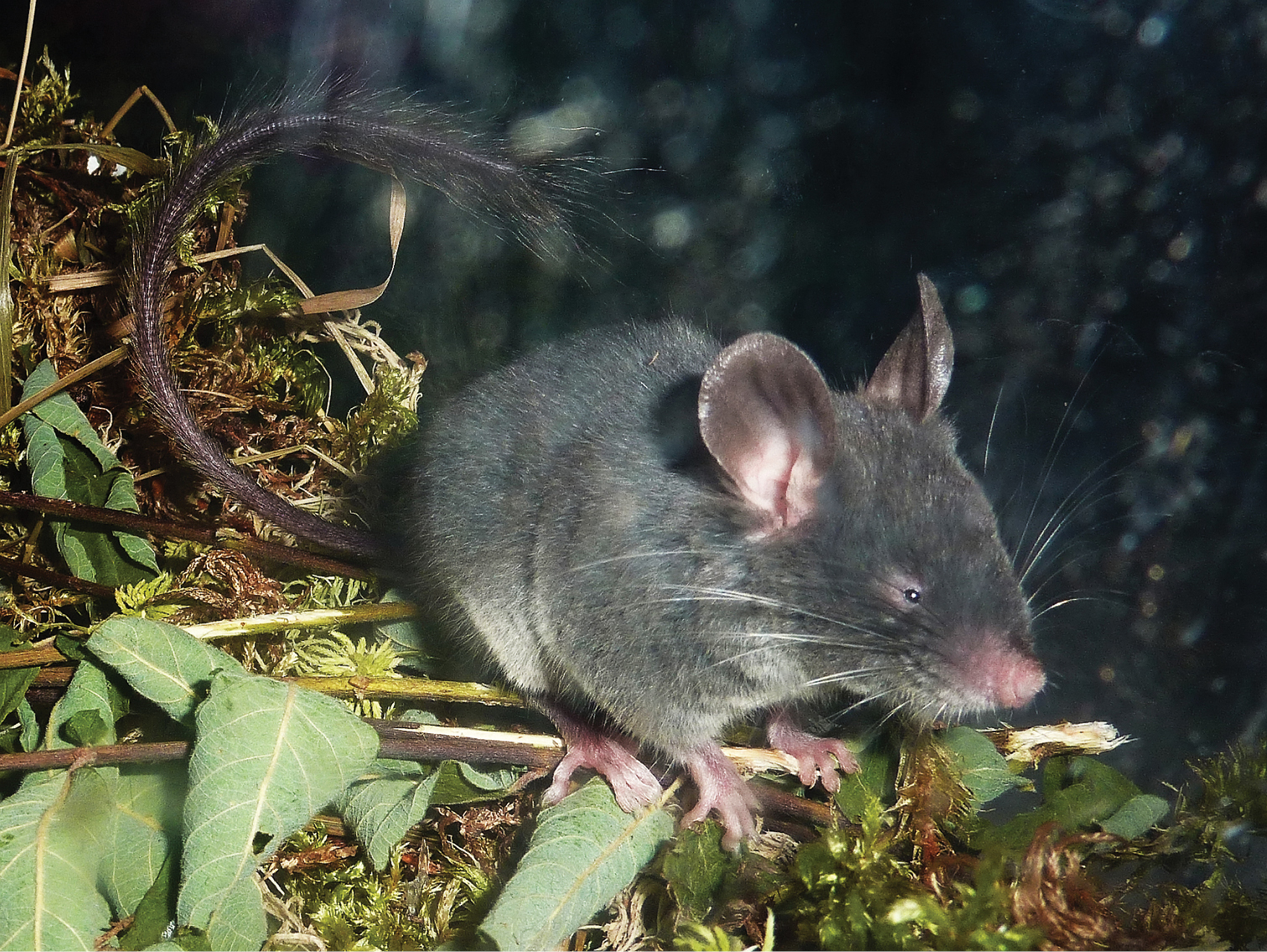
Typhlomys

Jde o hlodavce menší až střední velikosti, vzhledem mohou připomínat plchy. Mají vystupující ušní boltce a ocas zdobívá štětka chlupů. Zástupci obou rodů se od sebe do značné míry svým vzhledem odlišují. Ostnoplch bodlinatý z rodu Platacanthomys je větší, až 75 g těžký, a z jeho srsti vystupují ostnaté bodliny. Zbarvení srsti je světle hnědé až načervenalé, na spodní straně šedé až bílé. Naproti tomu zástupci rodu Typhlomys jsou mnohem menší a mají tmavou srst bez bodlin. Zubní vzorec je 1/1, 0/0, 0/0, 3/3 = 16, poslední dvě stoličky jsou oproti první stoličce relativně velké. Patro perforuje více otvorů. Zástupci rodu Typhlomys mají slabý zrak, což však zřejmě kompenzuje schopnost vysokofrekvenční echolokace, díky níž se dovedou pohybovat i ve stromoví. O ekologii a chování ostnoplchovitých se ví pouze málo, všechny druhy jsou noční a žijí převážně podél říčních toků, umí dobře šplhat po stromech. Živí se semeny a plody, přičemž ostnoplch bodlinatý je v některých oblastech Indie považován za škůdce.